# Les Collades (Maldà)
Les Collades és una muntanya de 577 metres que es troba al municipi de Maldà, a la comarca catalana de l'Urgell.